# Spider-Man: The New Animated Series
Spider-Man: The New Animated Series (anche nota come Spider-Man 2003 e MTV Spider-Man) è una serie a cartoni animati basata sull'Uomo Ragno, personaggio della Marvel Comics, ed è la prima di due serie prodotte da Sony Pictures Television in seguito all'acquisizione della licenza del personaggio per i prodotti audiovisivi. La serie, composta da solo 13 episodi, è interamente prodotta in CGI ed è stata trasmessa da MTV USA nonché YTV. Tra i produttori esecutivi della serie figura Brian Michael Bendis, autore di Ultimate Spider-Man.
Nelle intenzioni degli autori, questa serie si sarebbe dovuta svolgere dopo gli eventi del film del 2002 Spider-Man diretto da Sam Raimi. Ma non è stata mai considerata canonica nella linea temporale dello Spider-Man di Tobey Maguire e può essere considerata parte dell'universo del film Daredevil, essendo presente il Kingpin di colore apparso come antagonista del suddetto film (e doppiato da Michael Clarke Duncan, che lo interpretò nel film). In Italia questa serie è stata trasmessa in prima visione su Super! dal 25 marzo 2013.

## Trama
Peter Parker e i suoi amici (Mary Jane Watson e Harry Osborn) iniziano a frequentare insieme l'Empire State University. Peter e Mary Jane cercano di stabilire una relazione senza molto successo in quanto i doveri da supereroe di Peter, e in seguito il suo coinvolgimento con Indira Daimonji, interferiscono con la sua storia d'amore con Mary Jane, mentre Harry incolpa continuamente Spider-Man per la morte di suo padre Norman Osborn. Peter affronta una serie di altri cattivi tra cui Kingpin, Lizard, Electro, Kraven il cacciatore e Silver Sable mentre cerca di mantenere un lavoro e i suoi studi. Alla fine della serie, affronta i Gaines, due spietati gemelli psichici che creano il caos nella vita del vicinato, facendo sì che Peter rinunci a essere Spider-Man e cerchi di vivere una vita normale.

## Personaggi

### Principali
Peter Parker / Spider-Man
Doppiato da: Neil Patrick Harris (ed. inglese), Massimo Di Benedetto (ed. italiana)
Un supereroe che è anche uno studente dell'Empire State University e fotografo per il Daily Bugle. Peter si confronta con il desiderio di usare i suoi incredibili poteri derivati dal morso di ragno per fare del bene, trova difficile bilanciare le sue responsabilità di essere un supereroe con i compiti scolastici e la sua storia d'amore con Mary Jane Watson.
Mary Jane Watson
Doppiata da: Lisa Loeb (ed. inglese), Francesca Bielli (ed. italiana)
Una studentessa dell'Empire State University e modella/attrice. È la fidanzata saltuaria di Peter Parker, ma sembra anche nutrire ancora un po' di affetto per l'alter-ego di Peter, Spider-Man, ma non sa che i due sono la stessa persona.
Harry Osborn
Doppiato da: Ian Ziering (ed. inglese), Maurizio Merluzzo (ed. italiana)
Il figlio del defunto industriale Norman Osborn. Frequenta l'Empire State University insieme ai suoi amici Peter Parker e Mary Jane Watson. Ironia della sorte, incolpa Spider-Man per la morte di suo padre e cerca vendetta, ma è ignaro del fatto che suo padre era segretamente il Goblin e ha accidentalmente innescato la sua stessa morte; tuttavia, con il progredire della serie, Harry ha mostrato di riuscire ad accettare Spider-Man, oltre ad aiutarlo a sconfiggere Electro e ad accettare di essere salvato da Lizard.

### Ricorrenti
Indira "Indy" Daimonji
Doppiata da: Angelle Brooks (ed. inglese) e Jolanda Granato (ed. italiana)
Un misto tra Gwen Stacy e Betty Brant, è stata progettata come un personaggio unico appositamente per la serie. Introdotta nell'episodio Segreti in amore, è spesso descritta come un ostacolo per l'interesse amoroso di Mary Jane e Peter all'Empire One Television Studio. Il personaggio ha mostrato un affetto intenso, sgargiante e sfacciato per Peter Parker, inseguendolo pubblicamente con costernazione di MJ.
J. Jonah Jameson
Doppiato da: Keith Carradine (ed. inglese) e  Diego Sabre (ed. italiana)
L'esigente editore del quotidiano Daily Bugle. Coerentemente con le sue apparizioni nei fumetti e nei film, Jameson ha trascorso la maggior parte delle sue apparizioni a rimproverare malissimo Spider-Man e ad aggiungere un tocco politico alle sue attività, di solito davanti a Peter Parker. Jameson è così appassionato nel fare ciò che appare persino in un telegiornale di un concorrente per denunciare Spider-Man.

## Episodi
A causa di vari ritardi nella produzione, negli USA gli episodi sono andati in onda su MTV secondo l'ordine di sceneggiatura corretto. Ciò ha causato una certa confusione con il pubblico per quanto riguarda la cronologia della serie. Le versioni in DVD presentano gli episodi nell'ordine corretto. Ogni episodio ha un montaggio alla fine del quale recita "Nel prossimo episodio di Spider-Man". L'ordine qui riportato è quello dell'edizione DVD.
In Italia la serie è andata in onda su Super! dal 25 marzo al giugno 2013 seguendo l'ordine di trasmissione statunitense e saltando l'episodio 4, il quale è rimasto inedito.
| nº | Titolo italiano                   | Titolo inglese        | Prima TV USA      | Prima TV Italia |
| --- | --------------------------------- | --------------------- | ----------------- | --------------- |
| 1 | Il polo scientifico               | Heroes & Villains     | 22 agosto 2003    |                 |
| Spider-Man combatte Turbo Jet, un moderno Robin Hood armato di un sistema di propulsione fatto in casa, che ruba ai ricchi e dona ai poveri. La vita di Spidey diventa ancora più difficile mentre il pubblico si raduna intorno a Turbo Jet e contro Spider-Man. Allora Spider-Man progettò un piano per fare in modo che il pubblico si radunasse contro Turbo Jet che viene sconfitto, catturato e smascherato dalla polizia che lo arresta. |                                   |                       |                   |                 |
| 2 | Inganno internazionale            | Royal Scam            | 15 agosto 2003    |                 |
| Spider-Man viene ingannato dal famigerato signore del crimine Kingpin per rubare il superchip TX-1, progettato per decifrare le trasmissioni satellitari riservate che guidano i mercati finanziari mondiali. Per rimediare all'errore deve trovare un modo per riaverlo e Spider-Man dovrà contro-ingannare Kingpin per restituire il superchip TX-1 ai mercati finanziari mondiali. |                                   |                       |                   |                 |
| 3 | La legge della giungla            | Law of the Jungle     | 18 luglio 2003    | 26 marzo 2013   |
| Il professore di Peter, il dottor Curt Connors, si inietta del DNA rettiliano, che lo trasforma lentamente nell'orrendo e vendicativo Lizard. Mentre il siero colpisce il cervello di Connors, Spider-Man deve fermare il suo amato professore mentre inizia a cercare vendetta su coloro che gli hanno fatto del male, incluso Harry Osborn. Inoltre Spider-Man e Harry devono salvare il professor Connors dalle grinfie di Lizard. |                                   |                       |                   |                 |
| 4 | La spada di Shikata               | The Sword of Shikata  | 11 luglio 2003    | non trasmesso   |
| La maestra di arti marziali e spadaccina Shikata viene inviata a catturare Spider-Man per la collezione di animali rari di un uomo ricco. Shikata pensa che Spider-Man sia un nemico troppo nobile per essere semplicemente catturato e devono combattere fino alla morte. A questo punto, Spider-Man e Shikata devono salvare la collezione di animali rari e sconfiggere il cattiv'uomo. |                                   |                       |                   |                 |
| 5 | Segreti in amore                  | Keeping Secrets       | 18 luglio 2003    | 27 marzo 2013   |
| Spider-Man vuole catturare Talon, una ladra responsabile di una serie di rapine ad alto rischio in città. Le cose si complicano quando Spidey scopre la vera identità di Talon, ovvero la nuova ragazza del suo migliore amico Harry. Spider-Man, allora, deve fare in modo che Harry licenziasse Talon dall'incarico di ladra e che i due dovranno tornare a stare insieme. |                                   |                       |                   |                 |
| 6 | Preso in ostaggio                 | Tight Squeeze         | 25 luglio 2003    | 3 aprile 2013   |
| Tre ex agenti del KGB, ora una squadra di mercenari chiamata Pterodax, prendono in ostaggio un gruppo di persone, tra cui Peter e la sua nuova cotta, Indy. La loro richiesta è semplice, vogliono Spider-Man. Peter dovrà usare la sua astuzia e intelligenza per trovare un modo per placare i Pterodax senza rivelare il suo alter-ego. |                                   |                       |                   |                 |
| 7 | Pazza d'amore                     | Head Over Heels       | 25 luglio 2003    | 4 aprile 2013   |
| La compagna di laboratorio di Peter Parker, Christina, gli legge nel pensiero con la sua nuova invenzione, una corona ESP. La corona funziona male, scuotendo il suo cervello con l'elettricità e alterando la sua sanità mentale. Non essendo più in grado di distinguere la realtà dalla fantasia, Christina tenta di uccidere M.J. per limitare la competizione per l'eterno amore che prova nei confronti di Spider-Man. Ma Peter, per salvare Mary Jane da un maledetto attentato alla vita di Christina, deve provare a funzionare bene la corona. |                                   |                       |                   |                 |
| 8 | La confraternita                  | The Party             | 11 luglio 2003    | 25 marzo 2013   |
| Il nerd amico di liceo di Peter Parker, Max, è coinvolto in uno scherzo mortale della confraternita che lo trasforma in Electro, un fallito supercriminale dotato di poteri ad alto voltaggio che minaccia il campus. Solo Spider-Man può impedirgli di vendicarsi degli studenti e, per salvare sia Max che il campus, ucciderà il povero Electro che finisce in corto circuito. |                                   |                       |                   |                 |
| 9 | Genio e ingegno                   | Flash Memory          | 29 agosto 2003    |                 |
| Il dottor Zellner testa la sua "droga intelligente" sul nemico di Peter Parker, Flash Thompson, e Flash mostra immediatamente picchi drammatici nell'intelletto. Tuttavia, insieme all'aumento del suo QI arriva un effetto collaterale potenzialmente fatale. Con solo pochi minuti per trovare un antidoto, Zellner accetta il suggerimento di Flash di sperimentare su un candidato già intelligente, Peter Parker. Spider-Man dovrà salvare la situazione per creare un antidoto tutto nuovo e sempre intelligente usato come prova contro Zellner che viene finito in manette dalla polizia e Flash viene rimbrottato dalla vicepreside dell'Empire State University che lo sospende fino al 15º giorno. |                                   |                       |                   |                 |
| 10 | Intrigo internazionale            | Spider-Man Dis-Sabled | 8 agosto 2003     | 8 aprile 2013   |
| Peter si presenta a una conferenza stampa e inavvertitamente registra prove incriminanti contro Silver Sable, una criminale fallita su commissione dell'Europa orientale. La malefica assassina è pronta a tutto pur di riavere indietro il nastro, arrivando anche a minacciare di uccidere Mary Jane, Harry e Indy, così Spidey dovrà fermarla ad ogni costo, si scoprirà poi che Silver Sable non era cattiva e che il presidente era in compagnia di un terrorista. Silver Sable cadrà in mare dopo che Spider-Man è riuscito nell’impresa di salvare la macchina dirottata ma non si saprà la fine che ha fatto .                                                                                        |                                   |                       |                   |                 |
| 11 | Scontro ad alta tensione          | When Sparks Fly       | 1º agosto 2003    | 5 aprile 2013   |
| Electro ritorna dalla sua apparente morte e cerca di far diventare Sally, una ragazza di cui ha una cotta, un essere elettrico proprio come lui. Peter, allora, dovrà salvare Sally e uccidere l'odiato Electro che finisce in corto circuito per la seconda volta. |                                   |                       |                   |                 |
| 12 | Giochi telepatici (prima parte)   | Mind Games: Part 1    | 5 settembre 2003  | 12 aprile 2013  |
| I Gemelli Gaines, un fratello e una sorella dotati di incredibili poteri di telepatia, fuggono da un convoglio blindato, ma Spider-Man li cattura superando le loro esplosioni cerebrali con la sua stessa forza di volontà sovrumana. Più tardi, proprio mentre Spider-Man rivela a MJ di essere davvero Peter Parker, Kraven il cacciatore affronta Spider-Man e per vendicarsi per gli anni trascorsi in prigione, il nemico attacca MJ con uno dei suoi dardi avvelenati. Spider-Man si precipita ad aiutare la ragazza ma ciò si rivela vano, e decide di stare con lei fino a quando MJ non perde la vita. Ora, Peter è in cerca di vendetta.                                                           |                                   |                       |                   |                 |
| 13 | Giochi telepatici (seconda parte) | Mind Games: Part 2    | 12 settembre 2003 | 13 aprile 2013  |
| Spider-Man si rende conto che i diabolici Gemelli Gaines hanno usato i loro poteri telepatici per fargli credere che MJ sia morta per mano di Kraven. Così mette all'angolo i gemelli, ma le cose prendono una brutta piega quando usano ancora una volta la loro telepatia per ingannarlo e questa volta vede Indy gravemente ferito. Il senso di colpa fa sì che Peter metta il suo costume all'interno di una valigia piena di sassi e lo getti in fondo al porto, abbandonando la sua carriera di combattente del crimine. |                                   |                       |                   |                 |

## Produzione
Spider-Man: The New Animated Series inizialmente doveva essere un adattamento diretto dei fumetti Ultimate Spider-Man di Brian Michael Bendis, che ha anche lavorato alla produzione della serie e ha scritto l'episodio pilota originale inutilizzato per Sony Pictures Entertainment, che aveva acquistato i diritti cinematografici e televisivi del personaggio. Tuttavia, dopo il successo del film Spider-Man di Sam Raimi del 2002, la serie è stata rielaborata per seguire quella continuità. Successivamente il cartone è stato rielaborato da Morgan Gendel, meglio conosciuto come scrittore dell'episodio Una vita per ricordare di Star Trek: The Next Generation. Gendel, con il team di sceneggiatori che ha assunto, ha avuto la possibilità da Sony di sviluppare diversi personaggi originali che si adattassero al tono più adulto della serie, tra cui Indira Daimonji, Shikata e gli inquietanti e telepatici gemelli Gaines. Le immagini generate al computer (CGI) sono state prodotte da Mainframe Entertainment.
Inizialmente Peter Parker avrebbe dovuto indossare abiti più larghi per nascondere la sua muscolatura da supereroe, ma le difficoltà economiche con il formato CG hanno impedito che le pieghe venissero inserite nel suo abbigliamento quotidiano. Di conseguenza, gli abiti da strada di Peter sono stati ridisegnati per essere attillati e contemporanei, pur riuscendo a nascondere il suo fisico (e il costume che indossava sotto i vestiti) da Spider-Man. Il personaggio della zia May non è stato incluso nella serie (ad eccezione di una fotografia nella camera da letto di Peter), perché i dirigenti di MTV temevano che l'aspetto di una persona anziana avrebbe dissuaso il pubblico giovanile di destinazione dal guardare la serie.
Gli standard più "tranquilli" di MTV consentirono ai produttori una maggiore libertà creativa rispetto a quella normalmente consentita per una serie di cartoni animati del sabato mattina.

## Cancellazione e potenziale ripresa
MTV ha deciso che, anche se gli ascolti erano alti rispetto ad altri programmi nella stessa fascia oraria, la serie non si adattava alla sua altra programmazione. Il regista Brandon Vietti ha dichiarato che se la serie fosse andata avanti avrebbe usato i cattivi Mysterio, l'Avvoltoio e inoltre Kraven il cacciatore sarebbe apparso maggiormente.
Nel febbraio 2020, quando un utente su Twitter ha chiesto a Mainframe Studios tramite un tweet se alla fine avrebbero prodotto una seconda stagione per la serie, ha risposto: "Ci piacerebbe! Ho solo bisogno che la Marvel salga a bordo".

## Accoglienza
La serie ha ricevuto recensioni per lo più positive da critica e pubblico, con elogi rivolti al doppiaggio (in particolare per il personaggio di Harris), al tono maturo, alla sceneggiatura, all'animazione e alla colonna sonora, sebbene abbia anche ricevuto critiche dai fan per la sua divergenza dai film sequel alla pellicola del 2002, in particolare con il brusco cliffhanger finale che contraddice gli eventi del film Spider-Man 2 del 2004.
Nel 2004, la serie è stata nominata per un Annie Award come risultato eccezionale per una produzione televisiva animata, mentre l'episodio Segreti in amore ha ottenuto una nomination per lo storyboard eccezionale in una produzione televisiva animata.